# Portret Marii Teresy de Vallabriga (półpostać)
Portret Marii Teresy de Vallabriga (hiszp. Retrato de María Teresa de Vallabriga) – obraz olejny hiszpańskiego malarza Francisca Goi (1746–1828). 
Portret przedstawia Marię Teresę de Vallabriga y Rozas, żonę infanta Ludwika Antoniego Burbona, brata króla Karola III. Małżeństwo z młodszą o 32 lata Marią Teresą było jednym z powodów, dla których infant popadł w niełaskę i został wydalony z madryckiego dworu. Maria Teresa, córka kapitana aragońskiej kawalerii, nie miała królewskiego rodowodu, dlatego małżeństwo uznano za morganatyczne, a infant i jego rodzina utracili liczne przywileje. Rodzina zamieszkała w Arenas de San Pedro, gdzie na zaproszenie infanta dwukrotnie odwiedził ich Goya, aby namalować kilka portretów. 
Doña Maria Teresa stoi z rękami wspartymi na oparciu fotela. Kolumna i fragment łuku tworzą wokół jej postaci ramy w stylu neoklasycznych portretów. Znajdujący się za nią krajobraz przypomina prace Velazqueza. Maria Teresa ma na sobie czarno-czerwoną suknię z jedwabiu i koronek, a wykładany kołnierzyk jest ozdobiony białymi haftami. We włosach ma ozdobę z piór i wysadzaną brylantami spinkę, jedyny widoczny na portrecie klejnot. Jej twarz jest oświetlona przez mocny strumień światła pochodzący z lewej strony, który podkreśla również właściwości tkanin. Jej czarne oczy wydają się zatroskane, zdradzają obawę o przyszłość – mąż Marii Teresy był od niej dużo starszy; zmarł dwa lata po powstaniu tego portretu. Jego śmierć oznaczała ciężki okres dla rodziny – dzieci zostały odebrane Marii Teresie, która po wielu latach powróciła do rodzinnej Saragossy. Dopiero małżeństwo jej córki Marii Teresy Burbon z Manuelem Godoyem przyniosło restaurację dóbr i tytułów szlacheckich.
Relacje Goi z małżeństwem infantów były bardzo serdeczne. Dwukrotnie zapraszali malarza do swojej posiadłości i nie szczędzili mu pochwał i dowodów życzliwości. W latach 1783–1784 Goya wykonał dla nich w sumie 16 obrazów, najważniejszy z nich to Rodzina infanta don Luisa. Wielokrotnie portretował Marię Teresę (Portret Marii Teresy de Vallabriga (profil), Portret Marii Teresy de Vallabriga (popiersie) i Portret Marii Teresy de Vallabriga na koniu); darzył ją szczególnym szacunkiem i sympatią, być może dlatego, że oboje pochodzili z Aragonii. Ludwik Antoni był słabego zdrowia i zmarł w 1785 roku; dla Goi oznaczało to utratę cennego zleceniodawcy i mecenasa.